# 艾比亚·福尔杰
艾比亚·福尔杰·富兰克林（1667年8月15日—1752年5月18日）是美国开国元勋本杰明·富兰克林的母亲。

## 生平
艾比亚·福尔杰于1667年8月15日出生于马萨诸塞州楠塔基特岛的马达基特路，父亲彼得·福尔杰是磨坊主兼教师，母亲玛丽·莫雷尔·福尔杰是前契约佣工   :14。彼得·福尔杰是16世纪逃往英国的改革派佛兰德新教徒的后裔，1635 年，当英国国王查理一世开始迫害清教徒时，他是第一批逃往马萨诸塞州寻求宗教自由的人之一。  :13后来，她的父亲彼得皈依了浸信会，阿比亚也在浸信会的环境中长大。  :14阿比亚是彼得和玛丽·福尔杰十个孩子中最小的一个。  :14
21 岁时，未婚的阿比亚从楠塔基特搬到了波士顿，与姐姐及其丈夫一起生活，他们都是清教徒南方教会的成员。  :14福尔格与波士顿蜡烛制造商、鳏夫约西亚·富兰克林结婚，育有 10 个孩子。她以长老会的宗教传统抚养自己的孩子。 阿比亚和约西亚的孩子包括约翰（生于 1690 年）、彼得（1692 年）、玛丽（1694 年）、詹姆斯（1696 年）、莎拉（1699 年）、埃比尼泽（1701 年）、一个早逝的儿子（1703 年）、本杰明（1706 年）、莉迪亚（1708 年）和简（1712 年）。  :15

## 对本杰明·富兰克林的影响
历史学家尼克·邦克曾描述过阿比亚对她儿子本杰明的影响。邦克报告说，“是他的母亲培养了他的感情。到本杰明出生时，阿比亚·富兰克林已经养育了这么多孩子，所以她知道再要一个孩子时该做什么……我们无法全面描述她是如何养育这个男孩的，但我们至少可以确信这一点。看来她做了一个父母应该做的一切，给了他正确的依恋和自由的结合，偶尔有点纪律，但最重要的是给了他时间和空间让他发挥创造力，”  :65并且“这或多或少是富兰克林自己说的话，据我们所知，他曾多次分享他们关系的秘密。”  :65